# Pará
Pará je jeden ze států v Brazílii, který leží v Severním regionu. Hraničí se šesti dalšími brazilskými státy (Amapá, Maranhão, Tocantins, Mato Grosso, Amazonas, Roraima) a na severu s Guyanou a Surinamem.
Hlavním městem je Belém. Další významná města jsou Santarém, Óbidos, Anapu.

## Vodstvo
Významné řeky jsou Amazonka, Araguaia, Jari, Pará

## Ekonomika
Pará produkuje kaučuk, tropické dřevo, zejména mahagon, a minerály, například železnou rudu a bauxit.